# Varinucula gallinacea
Varinucula gallinacea är en musselart som först beskrevs av Harold John Finlay 1930.  Varinucula gallinacea ingår i släktet Varinucula och familjen nötmusslor. Inga underarter finns listade i Catalogue of Life.